# Wybory prezydenckie w Rumunii w 1996 roku
Wybory prezydenckie w Rumunii w 1996 roku zostały przeprowadzone w dwóch turach – 3 i 17 listopada 1996. W ich wyniku wyłoniono prezydenta Rumunii na czteroletnią kadencję. Wybory wygrał Emil Constantinescu z Rumuńskiej Konwencji Demokratycznej, który w drugiej turze pokonał ubiegającego się o reelekcję Iona Iliescu z postkomunistycznej lewicy. Równolegle z pierwszą turą głosowania odbyły się również wybory parlamentarne.

## Wyniki wyborów
| Kandydat             | Poparcie                               | I tura     | I tura | II tura    | II tura |
| Kandydat             | Poparcie                               | Głosy      | %      | Głosy      | %       |
| -------------------- | -------------------------------------- | ---------- | ------ | ---------- | ------- |
| Emil Constantinescu  | Rumuńska Konwencja Demokratyczna       | 3 569 941  | 28,22  | 7 057 906  | 54,41   |
| Ion Iliescu          | Partia Socjaldemokracji w Rumunii      | 4 081 093  | 32,25  | 5 914 579  | 45,59   |
| Petre Roman          | Partia Demokratyczna                   | 2 598 545  | 20,54  |            |         |
| György Frunda        | Demokratyczny Związek Węgrów w Rumunii | 761 411    | 6,02   |            |         |
| Corneliu Vadim Tudor | Partia Wielkiej Rumunii                | 597 508    | 4,72   |            |         |
| Gheorghe Funar       | Rumuńska Partia Jedności Narodowej     | 407 828    | 3,22   |            |         |
| Tudor Mohora         | Partia Socjalistyczna                  | 160 387    | 1,27   |            |         |
| Nicolae Manolescu    | Sojusz Narodowo-Liberalny              | 90 122     | 0,71   |            |         |
| Adrian Păunescu      | Socjalistyczna Partia Pracy            | 87 163     | 0,69   |            |         |
| Ioan Pop de Popa     | UNC (PUR, PDAR, MER)                   | 59 752     | 0,47   |            |         |
| George Muntean       | PPR                                    | 54 218     | 0,43   |            |         |
| Radu Câmpeanu        | PNL-Câmpeanu                           | 43 780     | 0,35   |            |         |
| Nuțu Anghelina       | niezależny                             | 43 319     | 0,34   |            |         |
| Constantin Mudava    | niezależny                             | 39 477     | 0,31   |            |         |
| Constantin Niculescu | PNA                                    | 30 045     | 0,24   |            |         |
| Nicolae Militaru     | niezależny                             | 28 311     | 0,22   |            |         |
| Razem                | Razem                                  | 13 088 388 | 100,00 | 13 078 883 | 100,00  |
| Wyborcy/frekwencja   | Wyborcy/frekwencja                     | 17 218 654 | 76,01  | 17 230 654 | 75,90   |